# 波亚克 (上加龙省)
波亚克（法語：Paulhac，法語發音：[pojak]）是法国上加龙省的一个市镇，属于图卢兹区。

## 地名
该地名“Paulhac”发音为[pojak]（“lh”的拼写受奥克语影响）而非[polak]，根据实际发音其应译作“波亚克”（同“Pauillac”译），《世界地名翻译大辞典》与《世界地名译名词典》将其误译作“波拉克”。

## 地理
波亚克（43°45'20"N, 1°33'22"E）面积14.03 平方千米，位于法国奧克西塔尼大區上加龙省，该省份为法国西南部内陆省份，西南端与西班牙接壤，自此顺时针与上比利牛斯省、热尔省、塔恩-加龙省、塔恩省、奥德省和阿列日省接壤。
与波亚克接壤的市镇（或旧市镇、城区）包括：塔恩河畔比泽、巴聚斯、贝西耶尔、加里代什、热米勒、蒙塔斯特吕克-拉孔塞耶尔、蒙茹瓦尔。
波亚克的时区为UTC+01:00、UTC+02:00（夏令时）。

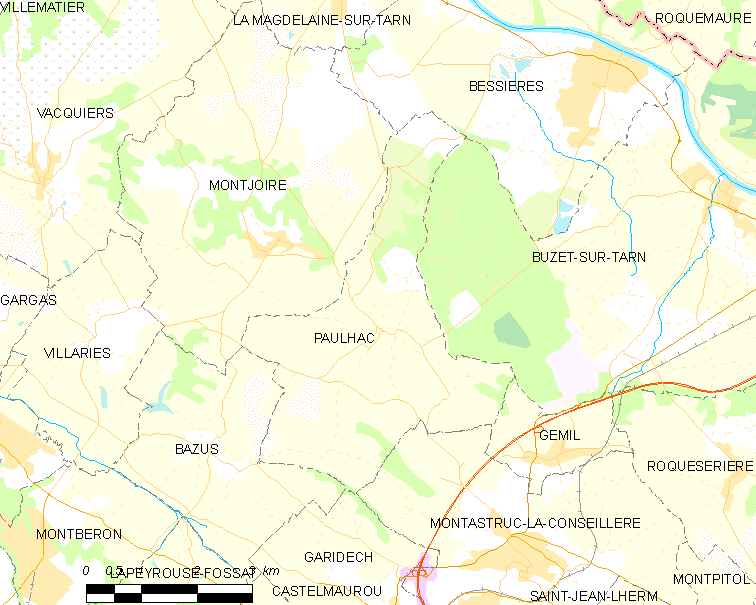
波亚克的OSM定位图

## 行政
波亚克的邮政编码为31380，INSEE市镇编码为31407。

## 政治
波亚克所属的省级选区为佩什博尼约县。

## 人口

1962-2008年间波亚克人口变化图示

波亚克于2022年1月1日时的人口数量为1250人。

## 友好城市
- 吉倫特省 波亚克